# Aucayacu
Aucayacu es una localidad peruana, capital del distrito de José Crespo y Castillo, ubicado en la provincia de Leoncio Prado en el departamento de Huánuco. Se halla al Norte de la ciudad de Tingo María en la parte media del río Huallaga, entre el parque nacional Cordillera Azul y la vertiente oriental de la cordillera de los Andes.

## Etimología
Aucayacu es una palabra compuesta de origen quechua, los incas llamaban aucas, a los indios o chunchos, que "habitaban las laderas orientales de los andes", estos no querían sujetarse a su dominio. Es decir Auca, no se refiere a una comunidad nativa o indígena que hay el Perú. Si no a todos los nativos que preferían el estilo de vida salvaje y nómada de la selva.

## Historia

### Fundación
En  1910, el cauchero Edmundo Ruíz Tuanama, procedente del departamento de San Martín asienta su campamento en el lugar denominado Balsa Cautiva, detallando que la pesca era abundante, y que al notar la presencia de indígenas en la margen derecha del río Aucayacu, estos no presentaron belicosidad.
En 1945, el ingeniero cauchero alemán Hans Víctor Langemak Michelsen, se traslada desde Tingo María con su familia y trabajadores, apostándose en el hoy caserío de San Isidro, fundando el fundo cauchero Hilda. Dando de esta manera el inicio de la historia del pueblo de Aucayacu, el mismo que puso el nombre de su fundo “Cauchera Hilda”.  Langemak, tenía trabajadores la mayoría de procedencia San Martinesa.
En 1948 Langemak, reúne a sus trabajadores y demás pobladores de la zona, para dar nombre al lugar donde viven, asistieron a esta reunión, Langemak, quien tenía dominio de la margen izquierda del río Huallaga e Idelfonso Sajamí Pisco, de la margen derecha. En la reunión Langemak propuso el nombre de “Aucayacu”, por tener conocimiento de la existencia de algunos grupos indígenas. Idelfonso Sajamí Pisco, proponía el nombre de “Bello Horizonte”, por la hermosura del valle. Las 18 familias colonas sufragaron, ganando Aucayacu y nombrando al alemán como su primer alcalde. La lista de los primeros vecinos presentes en esta votación fundacional:
1.-Ing. Hans Víctor Langemak Michelsen e Hilda Yolanda Belaunde, 2.-Amador Ríos Vásquez e Isela Tuanama, 3.-Carlos Chujandama López y María Tanchiva Saldaña, 4.-Ramón Estrella Ruíz e Isabel Ruíz Sánchez, 5.-Antenor Toribio Herrera y Victoria Tuanama del Águila, 6.-Juan Gonzáles Gonzáles y Fílida Gómez,7.-Luis Tanchiva y Donatila Saldaña Meza,8.-José Santos Tanchiva y Jacinta Vera,9.-Alfonso Gómez Paredes y Angélica Paredes Pinedo,10.-Felipe Ramírez Paima y Alicia Tuanama del Águila,11.-Herber Reaño Doñe y Gumersinda Santa María,12.-Víctor Villacorta y Águeda Saavedra,13.-Pedro Ocada (Japonés) y Aurelia Tanchiva Vega,14.-Pablo Trinidad y Julia Tanchiva Saldaña,15.-Lucas Tuanama Del Águila y Rosario Rengifo,16.-Florentino Tuanama del Águila y Flor de M. Navarro Doñe,17.-Wilfredo Tuanama Del Águila y Luisa Sajamí Pisco,18.-Enrique Tuanama y Flor de María del Águila.
En 1950 Langemak, gestiona al Ministerio de Educación la Creación de la Escuela Fiscal N.º 1124 de Aucayacu, según RM. N.º 2571, del 18-04-50, siendo Presidente de la República General. Manuel A. Odria. Esta escuela funcionó en sus primeros años en el fundo Hilda. Siendo la Srta. Hilda Langemak Belaúnde, hija del ingeniero, la primera profesora voluntaria.
En 1951, debido a una creciente del Huallaga, Langemak decidió restablecer el pueblo y consiguió el permiso para hacerlo en la margen derecha Así empiezan a construir las primeras viviendas y Aucayacu se convierte en puerto fluvial, ya que en esa época el comercio y el transporte, era solamente atreves del río Huallaga. Por muchos años el pueblo estaba centralizado en el puerto. Ocupando solamente las 2 primeras manzanas. 
En 1953 Langemak, solicita ante el presidente de la república General Manuel A. Odria. Las tierras desde la boca del río Aucayacu y la boca del Sangapilla, para el futuro pueblo de Aucayacu. Y en 1955 se reserva este terreno de 320 hectáreas para el futuro Centro Urbano de Aucayacu.

### Gestión distrital
Langemak es el promotor de la creación del distrito de “José Crespo y castillo”. El Senador por Huánuco Dr. Carlos Showing Ferrari,  pieza clave en sustentar la petición de los pobladores, el Alcalde de Tingo María, Víctor Abad Saavedra, dio su opinión favorable, indicando que era un polo de desarrollo para la agricultura y ganadería. El pueblo logra según Ley 14777 del 26 de diciembre de 1963 la Creación del Distrito de “José Crespo y Castillo” formado por los caseríos: Pueblo Nuevo, Aspuzana Nueva y Vieja, Puerto Prado, Locro, cuchara, La Roca, Santo Domingo de Anda, Pucate y Saipai.

## Clima
| Parámetros climáticos promedio de Aucayacu | Parámetros climáticos promedio de Aucayacu | Parámetros climáticos promedio de Aucayacu | Parámetros climáticos promedio de Aucayacu | Parámetros climáticos promedio de Aucayacu | Parámetros climáticos promedio de Aucayacu | Parámetros climáticos promedio de Aucayacu | Parámetros climáticos promedio de Aucayacu | Parámetros climáticos promedio de Aucayacu | Parámetros climáticos promedio de Aucayacu | Parámetros climáticos promedio de Aucayacu | Parámetros climáticos promedio de Aucayacu | Parámetros climáticos promedio de Aucayacu | Parámetros climáticos promedio de Aucayacu |
| Mes                                        | Ene.                                       | Feb.                                       | Mar.                                       | Abr.                                       | May.                                       | Jun.                                       | Jul.                                       | Ago.                                       | Sep.                                       | Oct.                                       | Nov.                                       | Dic.                                       | Anual                                      |
| ------------------------------------------ | ------------------------------------------ | ------------------------------------------ | ------------------------------------------ | ------------------------------------------ | ------------------------------------------ | ------------------------------------------ | ------------------------------------------ | ------------------------------------------ | ------------------------------------------ | ------------------------------------------ | ------------------------------------------ | ------------------------------------------ | ------------------------------------------ |
| Temp. media (°C)                           | 26.1                                       | 26.1                                       | 25.9                                       | 25.6                                       | 25.6                                       | 24.8                                       | 24.4                                       | 25.1                                       | 25.6                                       | 25.9                                       | 26.3                                       | 26.2                                       | 25.6                                       |
| Fuente: climate-data.org                   |                                            |                                            |                                            |                                            |                                            |                                            |                                            |                                            |                                            |                                            |                                            |                                            |                                            |